# Casa individuală de pe str. Galbenă, 5 (Chișinău)
Casa individuală de pe str. Galbenă, 5 este o clădire amplasată pe str. Galbenă, 5 în Chișinău, Republica Moldova. Este un monument arhitectural de importanță națională inclus în Registrul monumentelor Republicii Moldova ocrotite de stat cu nr. 128 (municipiul Chișinău).